# Terminator Genisys: Future War
Terminator Genisys: Future War es un MMO de estrategia para móviles creado por Plarium en cooperación con Skydance Media. Los acontecimientos que tienen lugar en el juego transcurren en el universo postapocalíptico de la película Terminator Genisys. El juego se anunció el 28 de junio de 2016 y comenzó a distribuirse el 18 de mayo de 2017 en App Store y Google Play.

## Jugabilidad y argumento
Terminator Genisys: Future War está ambientado en los acontecimientos que suceden a la película Terminator Genisys. Ofrece a los jugadores la oportunidad de cambiar el futuro participando en la lucha entre la humanidad y las máquinas.
Terminator Genisys: Future War es un juego en el que los jugadores construyen edificios, mejoran sus bases, entrenan a sus tropas, mejoran su Líder y crean y desarrollan Clanes. En total, los jugadores disponen de 48 tipos exclusivos de unidades (24 por facción), las cuales se dividen en seis clases: Infantería, Caballería, Aviación, Drones espía y tropas de Asalto y Asedio.
Los procesos del juego se inician utilizando los siguientes recursos: Energía, Iridio, Materiales, Munición, Combustible y la moneda especial del juego, los Puntos de Tecnología. Estos Puntos de Tecnología también se pueden usar para acelerar procesos activos. Para obtener recursos, los jugadores necesitan construir edificios especiales, o enviar sus unidades a los lugares de recursos donde se encuentren dichos recursos. A medida que el juego avanza, el coste y la duración de los procesos del juego aumenta progresivamente.
El juego ofrece dos opciones a los jugadores: pueden liderar la Resistencia, encontrando supervivientes humanos y reuniendo un ejército de aliados para impedir que las máquinas reactiven Skynet, o pueden unirse a las fuerzas mecanizadas de Skynet y luchar contra la humanidad.
En el juego, los jugadores pueden elegir a Arnold Schwarzenegger, el robot Т-800, como Líder de su ejército. Además, al comenzar el juego, el Т-800 guía a los jugadores durante el tutorial.

## Acogida
En marzo de 2018, el proyecto tenía 3.9 estrellas de calificación de usuarios en iTunes y 4.5 estrellas en Google Play.